# 莫里森 (愛荷華州)
莫里森（英語：Morrison）是一個位於美國愛荷華州格蘭迪縣的城市。

## 地理
莫里森的座標為42°20′36″N 92°40′28″W / 42.34333°N 92.67444°W，而該地的平均海拔高度為290米（即951英尺）。

## 人口
根據2010年美國人口普查的數據，莫里森的面積為0.26平方千米，當中陸地面積為0.26平方千米，而水域面積為0.00平方千米。當地共有人口94人，而人口密度為每平方千米361人。